# Кузьмищенское сельское поселение
Кузьми́щенское се́льское поселе́ние — муниципальное образование в Костромском районе Костромской области России.
Административный центр — деревня Кузьмищи.

## История
Кузьмищенское сельское поселение образовано 30 декабря 2004 года в соответствии с Законом Костромской области № 237-ЗКО, установлены статус и границы муниципального образования.
История Кузьмищенского сельского поселения неотделима от истории, становления и развития Костромского района.
Здесь проходит старинный тракт из Костромы в Сусанино. Часть его булыжного основания еще имеется у старого въезда в деревню, но постепенно варварски извлекается местными дачниками для каменки бань. Из рассказов старожилов в деревне Кузьмищи (ранее – Кузмищево), в эпоху Смуты, у центрального пруда располагался постоялый двор и трактир. Пруд подпитывался подземным источником с очень чистой водой, которая изливалась из старого колодца. В этом постоялом дворе останавливался будущий Царь Михаил Романов и его мать Марфа Ивановна. Здесь будущей Великой государыне старице - инокине Марфе Ивановне - явилось видение об опасности и необходимости незамедлительного отправления в Ипатьевский монастырь, куда они направлялись с сыном, избегая встречи с частями польско-литовских отрядов.
После занятия престола царем Михаилом, по велению его матери, Кузьмищи и  большинство деревень округи были отданы костромскому Ипатьевскому монастырю.
В 1764 году вотчины у монастыря были отобраны в казну, а деревни отошли служивым людям. Местные земли помнят владельцев вотчин и усадеб Борятинских, Готовцевых, Лопухиных, Скрипицыных, Шульгиных, Ярцевых.
В давние времена по велению Великой государыни Марфы Ивановны, из Ипатьевского монастыря, извлеченный из его фундамента, был привезен камень красного цвета для закладки фундамента нового Храма в Кузьмищах. Но строительство застопорилось и камень, уже немного обтесанный, остался в деревне. Несколько веков он был особой местной достопримечательностью. В начале XXI века камень, по чьей-то злой воле, вдруг исчез. И только после тщательных поисков его удалось найти и вернуть в центр деревни, к берегу пруда. По решению местного прихода Камень ждет начала возведения Храма во имя Чудотворца и Святителя Спиридона Тримифунтского. Некоммерческой организацией территориальным общественным самоуправлением «Кузьмищи» производится сбор средств для строительства Храма. Администрацией поселения для этой цели в деревне отведена земля.
Имеющиеся на флаге поселения крест и красный  камень (геральдически изображенный обработанным) символически показывают многовековую связь местных земель, а ныне Кузьмищенского сельского поселения, с Ипатьевским монастырем.

## Население
| 2008  | 2010  | 2012  | 2013  | 2014  | 2015  | 2016  |
| ----- | ----- | ----- | ----- | ----- | ----- | ----- |
| 962   | ↗973  | ↗1000 | ↗1023 | ↗1043 | ↗1060 | ↗1108 |
| 2017  | 2018  | 2019  | 2020  | 2021  |       |       |
| ↗1132 | ↗1142 | ↗1163 | ↗1167 | ↘1068 |       |       |

## Состав сельского поселения
| №  | Населённый пункт | Тип населённого пункта          | Население |
| -- | ---------------- | ------------------------------- | --------- |
| 1  | Александрицино   | деревня                         | ↗6        |
| 2  | Башутино         | деревня                         | ↗155      |
| 3  | Брино            | деревня                         | ↗8        |
| 4  | Бурово           | деревня                         | ↘8        |
| 5  | Камень           | деревня                         | ↘4        |
| 6  | Константиново    | деревня                         | ↗21       |
| 7  | Кузовцово        | деревня                         | ↗8        |
| 8  | Кузьмищи         | деревня, административный центр | ↘667      |
| 9  | Медениково       | деревня                         | ↗39       |
| 10 | Молодеево        | деревня                         | ↘37       |
| 11 | Панино           | деревня                         | ↘2        |
| 12 | Прошево          | деревня                         | →0        |
| 13 | Прудищи          | деревня                         | ↗5        |
| 14 | Сенцово          | деревня                         | ↗56       |
| 15 | Слобода          | деревня                         | →0        |
| 16 | Стропеево        | деревня                         | ↗10       |